# Egipčanski muzej, Torino
Egipčanski muzej (italijansko Museo Egizio) je arheološki muzej v Torinu v Italiji, specializiran za egipčansko arheologijo in antropologijo. Je ena največjih zbirk egiptovskih starin z več kot 30.000 predmeti. Leta 2015 ga je obiskalo približno 772.900 obiskovalcev. 

## Zgodovina
Prvi predmet, ki je povezan z Egiptom in je prišel v Torino, je bila Mensa Isiaca (ali Bembova tabla, iz brona z vložki iz emajla in srebra) leta 1630, oltarna tabla v imitaciji egipčanskega sloga, kjer Dulu Jones predlaga, da je bila narejena za tempelj Izide v Rimu. Eksotični kos je spodbudil kralja Karla Emanuela III., da je naročil botaniku Vitalianu Donatiju, da gre leta 1753 na potovanje v Egipt in pridobi predmete iz njihove preteklosti. Donati se je vrnil s 300 kosi, dobljenimi v Karnaku in Qiftu, ki so postali jedro zbirke v Torinu.
Leta 1824 je kralj Karel Feliks pridobil gradivo iz Drovettijeve zbirke (5.268 kosov, vključno 100 kipov, 170 papirusov, stele, mumije in druge predmete). To je bil francoski generalni konzul, Bernardino Drovetti, ki je zbirko zgradil v času bivanja v Egiptu. V istem letu je Jean-François Champollion uporabil veliko torinsko zbirko papirusov za preizkus preboja v dešifriranju hieroglifne pisave. Čas, ki ga je Champollion preživel v Torinu pri preučevanju besedil, je tudi izvor legende o skrivnostnem izginotju Papiro Regio, ki je bila kasneje najden in od katerega so nekateri deli še vedno na voljo. Leta 1950 je bil parapsiholog stik jih izslediti, neuspešen.
Leta 1833 je bila v muzej dodana zbirka piemontčana Giuseppe Sossia (več kot 1.200 kosov). Zbirka je bila dopolnjena in zaključena z najdbami egiptologa Ernesta Schiaparellija, v času njegovega izkopavanja med 1900 in 1920. Zadnja velika pridobitev je bil majhen Elesijski tempelj, ki ga je egiptovska vlada predstavila Italiji za njeno pomoč pri reševanju nubijskih spomenikov v 1960-ih.
Skozi vsa ta leta je egiptovska zbirka vedno v Torinu, v stavbi, namenjeni za stanovanja, na Via Accademia delle Scienze 6. Šele med drugo svetovno vojno je bilo nekaj materiala preseljeno v mesto Agliè. Muzej je postal poskus italijanske vlade pri privatizaciji narodnih muzejev, ko je bila Fondazione Museo delle Antichità Egizie uradno ustanovljena konec leta 2004. Stavba je bila predelana za praznovanje zimskih olimpijskih iger leta 2006, s svojimi glavnimi prostore, ki jih je preoblikoval Dante Ferretti in »kažejo domiselno uporabo svetlobe in ogledal v spektakularnem prikazu nekaterih najpomembnejših in impresivnih kipov iz muzejske zbirke.« 
1. aprila 2015 je bila odprta nova postavitev muzeja.

## Zbirka
- Assemblea dei Re (zbor kraljev) - izraz označuje zbirko kipov, ki predstavljajo vse kralje novega kraljestva.
- Tempelj Tutmozisa III.
- Sarkofagi, mumije in knjige mrtvih, ki pripadajo Drovettijevi zbirki.
- Poslikave na platnu iz okoli 3500 pred našim štetjem (najdene 1931)
- Grobni pridatki iz grobnice Ignoti (neznana grobnica) iz starega kraljestva
- Grob Ka in Merit, ki ga je Schiaparelli našel nedotaknjenega in prenesel v muzej
- Zbirka papirusov, prvotno Drovettijeva zbirka, ki jo je Champollion kasneje uporabil v času študija za dekodiranje hieroglifov.
- Mensa Isiaca (Izidina tabla)
- Tomba Dipinta (poslikana grobnica) običajno zaprta za javnost.
- Torinski seznam kraljev

Egipčanski muzej ima tri različne verzije egipčanske Knjige mrtvih, vključno z najstarejšo znano kopijo. Javnosti je običajno prikazana ilustrirana različica in osebni izvod prvega kraljevega arhitekta Ka, ki ga je našel leta 1906 Schiaparellija.

## Galerija
- Ibijev sarkofag (Ibi – egipčanski plemič
- Kip Ramzesa II. z Amonom in Hator
- Kip Setija II.
- Kip Sekhmeta
- Kip Pta
- Kip Horemheba z Amonom
- Sfinga
- Papirus
- Ka
- Predmeti iz grobnice Ka in Merit
- Kozmetična škatla in razne posodice, last Merit